# Cassida humeralis
Cassida humeralis là một loài bọ cánh cứng trong họ Chrysomelidae. Loài này được Kraatz miêu tả khoa học năm 1874.